# Bulbophyllum notabilipetalum
Bulbophyllum notabilipetalum är en orkidéart som beskrevs av Gunnar Seidenfaden. Bulbophyllum notabilipetalum ingår i släktet Bulbophyllum och familjen orkidéer.
Artens utbredningsområde är Thailand. Inga underarter finns listade i Catalogue of Life.